# Mirosław Badurowicz
Mirosław Badurowicz (ur. 4 czerwca 1960 w Piszu) – komandor Marynarki Wojennej Wojska Polskiego.

## Życiorys
Mirosław Badurowicz ukończył w 1983 Wyższą Oficerską Szkołę Radiotechniczną w Jeleniej Górze, a następnie rozpoczął służbę w 28 pułku lotnictwa myśliwskiego w Słupsku na stanowisku dowódcy obsługi stacji radiolokacyjnej. Takie samo stanowisko objął w 1987 w 34 pułku lotnictwa myśliwskiego w Gdyni–Babich Dołach. Był również dowódcą kompanii ubezpieczenia lotów oraz zastępcą dowódcy batalionu łączności i ubezpieczenia lotów. W 1995 ukończył studia magisterskie na Uniwersytecie Gdańskim i w tym samym roku po sformowaniu Brygady Lotnictwa Marynarki Wojennej został w 3 batalionie zabezpieczenia kierownikiem sekcji technicznej – zastępcą dowódcy grupy łączności i ubezpieczenia lotów. Objął w następnym roku stanowisko dowódcy grupy, a w 1999 został zastępcą dowódcy batalionu. Po przekształceniu jednostek brygady w eskadry i bazy lotnicze został w 2003 wyznaczony na stanowisko zastępcy dowódcy 43 Bazy Lotniczej. Skierowany w 2006 do Akademii Obrony Narodowej na Podyplomowe Studia Operacyjno–Strategiczne, a 5 lipca 2007 po ich ukończeniu przyjął obowiązki dowódcy 43 Bazy Lotniczej. W dniu 14 stycznia 2011 przekazał obowiązki dowódcy jednostki swojemu następcy, którym został kmdr pil. Wiesław Cuper. Zgodnie z decyzją wyższych przełożonych kmdr Badurowicz został skierowany do dalszej służby w Dowództwie Marynarki Wojennej.